# Topper – Das blonde Gespenst
Topper – Das blonde Gespenst (Originaltitel: Topper) ist eine US-amerikanische Filmkomödie aus dem Jahr 1937. Das Drehbuch basiert auf dem Roman Topper von Thorne Smith. Der Film lief in Deutschland auch unter dem Namen Zwei Engel ohne Flügel.

## Handlung
Cosmo Topper ist Direktor einer New Yorker Bank. Mit seiner Frau Clara führt er ein ruhiges und geordnetes Leben. Im Gegensatz dazu stehen George und Marion Kerby, die Eigentümer der Bank, die ihr Leben in vollen Zügen genießen. Bei einem Treffen der Direktoren versuchen die Kerbys Topper von ihrem Lebenswandel zu überzeugen. Auf der Rückfahrt zu ihrem Landsitz verunglücken die Kerbys mit ihrem Wagen. Zwar fühlen sich die beiden gut, doch schon bald erkennen sie, dass sie durchsichtig sind. Sie sind bei dem Unfall gestorben und nun Geister.
Topper, der um seine Vorgesetzten trauert, erhält den reparierten Unfallwagen der Kerbys. Nachdem ihm seine Frau den Kauf des Wagens verboten hat, macht er eine Spritztour. In der Kurve, in der die Kerbys verunglückt sind, kommt auch Topper ins Schleudern. Als er die durchsichtigen Körper der Kerbys sieht, erinnert er sich an Marions Vorhaben, aus ihm einen neuen Mann zu machen. Die Kerbys nehmen ihn mit in ihr Apartment in New York. Dort tanzt Topper ausgelassen und betrinkt sich. Die Kerbys, nun wieder unsichtbar, schaffen den taumelnden Topper in das Auto. Vor dem Wagen kommt es zwischen dem betrunkenen Topper und anderen Autofahrern zum Streit. Ein Polizist bringt Topper zum Gericht, wo er wegen Trunkenheit und Erregung öffentlichen Ärgernisses angeklagt wird. Zeitungsreporter erfahren seinen Namen und bringen den Vorfall in die Zeitungen.
Clara ist weniger wütend als vielmehr besorgt, dass ihr gesellschaftlicher Aufstieg in die Kreise der von ihr verehrten Mrs. Grace Stuyvesant nun unmöglich geworden ist. Doch zu ihrer Überraschung wird ihr Ehemann von Mrs. Stuyvesant zu einer Party eingeladen. An seinem Arbeitsplatz erfährt Topper neuen Respekt von seinen Kollegen. Marion materialisiert sich und bringt Topper dazu, sie zu einem Eis einzuladen. Doch sie halten vor einer Boutique. Dort wird Unterwäsche verkauft, und Topper steckt ein Spitzenhöschen ein, das Marion anprobierte und damit für Aufregung sorgte. Dieses Höschen zieht er versehentlich zu Hause aus seiner Jackentasche. Clara ist geschockt und bezichtigt ihn der Untreue. Topper packt einen Koffer und fährt davon.
Im Auto erscheint Marion. Sie bringt Topper dazu, in einem Hotel an der Küste einzuchecken. Zur gleichen Zeit erscheint George und sucht in Toppers Haus nach Marion. Dort erfährt er von Clara, dass Topper weggefahren sei. Im Hotel bekommt Topper durch Marions ständiges Erscheinen und Verschwinden Schwierigkeiten mit dem Hoteldetektiv Casey. Als George auftaucht, wird die Situation für Topper noch schwieriger. Er fleht die beiden an, mit ihm zu verschwinden. Auf dem Rückweg fährt George den Wagen. An der Stelle, an der er mit seiner Frau verunglückt ist, verliert er wieder die Kontrolle über den Wagen. Topper, nun auch Geist, will aber lieber bei George und Marion bleiben, als nach Hause zurückzukehren.
Topper erwacht in seinem Bett. Clara kommt zu ihm, verzeiht ihm und zeigt das Spitzenunterhöschen. Als Clara und Topper sich umarmen, verabschieden sich George und Marion von ihnen.

## Hintergrund
In kleinen Nebenrollen wirkten Lionel Belmore als Wachmann der Bank, Ward Bond als Taxifahrer Eddie und Lana Turner als Nachtclubbesucherin mit. Die Kostüme stammten von Irene. Das Budget der Produktion lag geschätzt bei 500.000 US-Dollar, an den damaligen Kinokassen wurde er zu einem Hit. Der Film gilt zudem als erster Schwarzweißfilm, der später koloriert wurde (im Jahr 1985).
Der Film wurde am 16. Juli 1937 uraufgeführt. In Deutschland kam er am 24. Juni 1938 in die Kinos. Im deutschen Fernsehen wurde er auch unter dem Titel Zwei Engel ohne Flügel ausgestrahlt.
Der Film zog zwei Fortsetzungen (Topper geht auf Reisen von 1938 und Topper 2 – Das Gespensterschloß von 1941), eine Fernsehserie mit 78 Folgen aus dem Jahr 1953 (mit Leo G. Carroll, Robert Sterling und Anne Jeffreys) sowie ein TV-Remake aus dem Jahr 1979 (mit Kate Jackson und Jack Warden) nach sich.

## Kritiken
Das Lexikon des internationalen Films urteilte über den Film: „Leicht frivole Filmgroteske aus den 30er Jahren mit verblüffenden Filmtricks, glänzenden Darstellern und geistreichen Dialogen, die nach Anlaufschwierigkeiten schwungvolle Unterhaltung bietet.“
Laut Variety produzierte Hal Roach eine bizarre und verblüffende Geschichte über Spiritismus. Der Film sei sorgfältig gefertigt, hervorragend gefilmt und weise geschickte Effekte auf. Für den TimeOut Filmguide war der Film eine „typische Kinoschmonzette aus den 1930er Jahren“. Er sei „zu sanft und gemächlich, um als solider Klassiker zu bestehen“.

## Auszeichnungen
Der Film war bei der Oscarverleihung 1938 in den Kategorien Bester Nebendarsteller (Roland Young) und Bester Ton (Elmer Raguse) für den Oscar nominiert.

## Synchronisation
Die deutsche Synchronfassung entstand anlässlich der Fernsehpremiere im Jahr 1963.
| Rolle               | Darsteller        | Synchronsprecher  |
| ------------------- | ----------------- | ----------------- |
| George Kerby        | Cary Grant        | Erik Schumann     |
| Marion Kerby        | Constance Bennett | Ursula Herwig     |
| Cosmo Topper        | Roland Young      | Bum Krüger        |
| Butler Wilkins      | Alan Mowbray      | Thomas Reiner     |
| Hoteldetektiv Casey | Eugene Pallette   | Herbert Weicker   |
| Hotelmanager        | Theodore von Eltz | Leo Bardischewski |
| Taxifahrer Eddie    | Ward Bond         | Willy Friedrichs  |
| Autolenker          | Tom Herbert       | Willy Friedrichs  |
| Beifahrerin         | Ruth Warren       | Franziska Liebing |